# Ischiocentra hebes
Ischiocentra hebes är en skalbaggsart som först beskrevs av Thomson 1868.  Ischiocentra hebes ingår i släktet Ischiocentra och familjen långhorningar. Inga underarter finns listade i Catalogue of Life.